# D’Agapeyeff-rejtjel
A D'Agapeyeff-rejtjel egy mindeddig feltöretlen rejtjel, amely az orosz születésű angol kartográfus Alexander D'Agapeyeff 1939-ben megjelent Codes and Ciphers (Kódok és rejtjelek) című elemi kriptográfiai kötetének első kiadásában jelent meg.
Az első kiadás végén rejtvényként szerepelt, a későbbi kiadásokból viszont kihagyták, D'Agapeyeff bevallása szerint pedig elfelejtette, hogyan kódolta. Az is felmerült, hogy azért nem sikerült eddig feltörni, mert D'Agapeyeff hibásan kódolta az eredeti szöveget. Ennek ellenére még mindig bíznak abban, hogy olyan számítástechnikai módszerekkel, mint a genetikus algoritmusok, sikeresen feltörhető a rejtjel.
A kódolt szöveg:

75628  28591  62916  48164  91748  58464  74748  28483  81638  18174

74826  26475  83828  49175  74658  37575  75936  36565  81638  17585

75756  46282  92857  46382  75748  38165  81848  56485  64858  56382

72628  36281  81728  16463  75828  16483  63828  58163  63630  47481

91918  46385  84656  48565  62946  26285  91859  17491  72756  46575

71658  36264  74818  28462  82649  18193  65626  48484  91838  57491

81657  27483  83858  28364  62726  26562  83759  27263  82827  27283

82858  47582  81837  28462  82837  58164  75748  58162  92000  